# 方紹聰
方紹聰（英語：Milkson Fong，1987年7月29日—），香港無綫電視經理人合約男藝員。透過2009年第24期無綫電視藝員訓練班入行，曾經參演不少電視劇。少時於慈雲山長大，畢業於油麻地中華基督教會灣仔堂基道小學及聖文德書院。
在《特技人》一劇中，方紹聰親身演出一幕「火燒人」場面，播出後備受關注。有網友質疑火焰是用電腦特技效果加上，惹來該劇女主角朱晨麗網上發文抨擊有關質疑，並證明是方紹聰真人上陣，拍完該場戲立即有工作人員上前滅火。
在《鐵探》一劇中，方紹聰飾演悍匪「發瘟」一角造型及演技亦備受讚賞。2021年6月轉為經理人合約。

## 演出作品

### 電視劇（無綫電視）
| 年份   | 劇集                      | 角色 | 備註                                                                                  |
| ------ | ------------------------- | --- | ------------------------------------------------------------------------------------- |
| 2010年 | 《天天天晴》              | 明世安（青年） |                                                                                       |
| 2010年 | 《巾幗梟雄之義海豪情》    | 東泰門生 |                                                                                       |
| 2010年 | 《依家有喜》              | 便衣警察，軍裝警察 |                                                                                       |
| 2011年 | 《不速之約》              | 實驗室助理 |                                                                                       |
| 2011年 | 《九江十二坊》            | 潮 |                                                                                       |
| 2011年 | 《你們我們他們》          | 兄弟團 | 單元《我願意》                                                                        |
| 2011年 | 《怒火街頭》              | 酒樓員工 | 單元《第五婷偷竊案》（第5－6集）                                                      |
| 2011年 | 《花花世界花家姐》        | 記者 |                                                                                       |
| 2011年 | 《真相》                  | 繼（何偉聰之好友） |                                                                                       |
| 2011年 | 《洪武三十二》            | 客棧小二／燕侍衛 |                                                                                       |
| 2011年 | 《荃加福祿壽探案》        | 文峰之朋友 | 歌星失蹤案（第7－10集）                                                               |
| 2011年 | 《潛行狙擊》              | 有組織罪案及三合會調查科（O記）警員 |                                                                                       |
| 2011年 | 《團圓》                  | 二牛 |                                                                                       |
| 2011年 | 《點解阿Sir係阿Sir》      | Billy | 游浩翔之朋友，後反目                                                                  |
| 2011年 | 《誰家灶頭無煙火》        | 男同學／侍應／助導 | 全定琪之中學同學                                                                      |
| 2011年 | 《萬凰之王》              | 張家口村民 |                                                                                       |
| 2011年 | 《紫禁驚雷》              | 士兵 |                                                                                       |
| 2011年 | 《結·分@謊情式》          | Cosplay玩家（第1集） 店員（第18集） 琴行職員（第61集） | 單元角色                                                                              |
| 2011年 | 《法證先鋒III》           | 漢 | 大學校園兇殺案（第13－16集）                                                          |
| 2012年 | 《On Call 36小時》        | 餐廳職員 |                                                                                       |
| 2012年 | 《4 In Love》             | Robert | 酒客                                                                                  |
| 2012年 | 《心戰》                  | 攝影師助手 |                                                                                       |
| 2012年 | 《巴不得媽媽...》         | 繆星河之替身 |                                                                                       |
| 2012年 | 《大太監》                | 范暉（打掃處太監） |                                                                                       |
| 2012年 | 《回到三國》              | 孫權家丁（第16、19集） |                                                                                       |
| 2012年 | 《怒火街頭2》             | 醫生（第5、9集） |                                                                                       |
| 2012年 | 《缺宅男女》              | 伙計（第12集） |                                                                                       |
| 2012年 | 《拳王》                  | 不詳 |                                                                                       |
| 2012年 | 《造王者》                | 黑幫 |                                                                                       |
| 2012年 | 《換樂無窮》              | 街頭示威者 |                                                                                       |
| 2012年 | 《耀舞長安》              | 街頭示威者 |                                                                                       |
| 2012年 | 《東西宮略》              | 太監 |                                                                                       |
| 2012年 | 《護花危情》              | 青年（第5集） |                                                                                       |
| 2012年 | 《幸福摩天輪》            | 音樂組隊成員（康如柏、楊學禮之好友） |                                                                                       |
| 2012年 | 《雷霆掃毒》              | 古惑仔（第26集） Simon（第29集） |                                                                                       |
| 2013年 | 《愛·回家》               | Ken（第216集） 主持（第268集） 阿占（第289-290集） Jonathan（第383、387集） 廖啟聰之髮型師（第574集） 送嬰兒椅到馬家的送貨員（第622集） 餐廳職員（第625集） |                                                                                       |
| 2013年 | 《My盛Lady》              | 導演（第15集） |                                                                                       |
| 2013年 | 《好心作怪》              | 警員 |                                                                                       |
| 2013年 | 《巨輪》                  | 趙美霞之手下 |                                                                                       |
| 2013年 | 《心路GPS》               | 阿沾（助導） |                                                                                       |
| 2013年 | 《仁心解碼II》            | 記者（第6、17-19、21、23集） |                                                                                       |
| 2013年 | 《金枝慾孽貳》            | 尚茗（太監） |                                                                                       |
| 2013年 | 《情逆三世緣》            | 周長發（第13－30集） |                                                                                       |
| 2013年 | 《女警愛作戰》            | 突發組記者 |                                                                                       |
| 2013年 | 《戀愛季節》              | 記者 |                                                                                       |
| 2013年 | 《初五啟市錄》            | 戲院司理（第2集） |                                                                                       |
| 2013年 | 《法外風雲》              | 智障人士甲（第17、22集） |                                                                                       |
| 2013年 | 《舌劍上的公堂》          | 阿秋（潘鏡全手下） |                                                                                       |
| 2014年 | 《老表，你好hea！》       | 陸電池／露宿者／簽約歌手 街頭樂器組合隊「半紅不黑」成員 |                                                                                       |
| 2014年 | 《大藥坊》                | 市民 |                                                                                       |
| 2014年 | 《八卦神探》              | 邵孝參（燒烤叉） | 伙計                                                                                  |
| 2014年 | 《我們的天空》            | 阿德 | 被人裸聊勒索的宅男                                                                    |
| 2014年 | 《叛逃》                  | 見習督察林勇 |                                                                                       |
| 2014年 | 《醋娘子》                | 民眾 |                                                                                       |
| 2014年 | 《再戰明天》              | 伍國勇（囚犯） |                                                                                       |
| 2014年 | 《飛虎II》                | 何錦榮（飛虎學員，後為B Team隊員 ） |                                                                                       |
| 2014年 | 《使徒行者》              | 四眼仔 | 第10集被覃歡喜收買而殺害洛威拿、鬼王超                                                |
| 2014年 | 《單戀雙城》              | 檳城尼斯酒店職員 |                                                                                       |
| 2014年 | 《寒山潛龍》              | 非 |                                                                                       |
| 2015年 | 《收規華》                | 伍世昌之手下 |                                                                                       |
| 2015年 | 《陪著你走》              | 男新人 |                                                                                       |
| 2015年 | 《衝線》                  | 流氓 |                                                                                       |
| 2015年 | 《張保仔》                | 阿牛 |                                                                                       |
| 2015年 | 《樓奴》                  | 《弄新聞》記者 |                                                                                       |
| 2015年 | 《無雙譜》                | 佘家家丁 |                                                                                       |
| 2015年 | 《東坡家事》              | 衙差 |                                                                                       |
| 2015年 | 《拆局專家》              | David |                                                                                       |
| 2016年 | 《來自喵喵星的妳》        | 偷拍狂 |                                                                                       |
| 2016年 | 《末代御醫》              | 日本士兵（第10-11集） |                                                                                       |
| 2016年 | 《一屋老友記》            | Joe | 歌手馮允謙之好友兼樂隊成員（第28集）                                                  |
| 2016年 | 《火線下的江湖大佬》      | 古惑仔 |                                                                                       |
| 2016年 | 《公公出宮》              | 十仔 | 金家村村民                                                                            |
| 2016年 | 《殭》                    | 見習法醫 |                                                                                       |
| 2016年 | 《超能老豆》              | 地產經紀（第1-2集） |                                                                                       |
| 2016年 | 《警犬巴打》              | 阿徐 | 蘇斯克茶餐廳廚師                                                                      |
| 2016年 | 《純熟意外》              | 楊梓楓（阿楓／阿木） |                                                                                       |
| 2016年 | 《EU超時任務》            | CID |                                                                                       |
| 2016年 | 《愛·回家之八時入席》     | 記者（第37集） TVI道具組職員道具強（第157集） |                                                                                       |
| 2016年 | 《鐵馬戰車》              | 單車手 |                                                                                       |
| 2016年 | 《完美叛侶》              | Ryan | 敖柏泓之師兄兼好友 於第14集參加搖滾音樂節                                             |
| 2016年 | 《城寨英雄》              | 街坊 |                                                                                       |
| 2016年 | 《愛情食物鏈》            | 調戲魯佳麒的「雞腿霸」客人（第12集） |                                                                                       |
| 2016年 | 《為食神探》              | 樂隊成員 |                                                                                       |
| 2016年 | 《流氓皇帝》              | 小丑 |                                                                                       |
| 2016年 | 《幕後玩家》              | Cody | 顧成曦之朋友                                                                          |
| 2017年 | 《老表，畢業喇！》        | 設計系學生李達達 |                                                                                       |
| 2017年 | 《心理追兇 Mind Hunter》  | 梁偉舜 |                                                                                       |
| 2017年 | 《味想天開》              | 廚師 |                                                                                       |
| 2017年 | 《財神駕到》              | 苦力 |                                                                                       |
| 2017年 | 《愛·回家之開心速遞》     | 健 | 島大學生                                                                              |
| 2017年 | 《與諜同謀》              | 工作人員（第1集） |                                                                                       |
| 2017年 | 《迷》                    | 警員 | 於第30集在安全屋保護張克                                                              |
| 2017年 | 《燦爛的外母》            | 記者（第20集） |                                                                                       |
| 2017年 | 《全職沒女》              | 仲夏夜花園酒店職員 |                                                                                       |
| 2017年 | 《降魔的》                | 警員 |                                                                                       |
| 2017年 | 《同盟》                  | 柳澤成的職員（第17集） |                                                                                       |
| 2017年 | 《使徒行者2》             | 覃歡喜之手下 |                                                                                       |
| 2017年 | 《溏心風暴3》             | 馬來西亞黑幫／掙爆之手下（第30-31集） |                                                                                       |
| 2017年 | 《誇世代》                | 狂龍（演員） |                                                                                       |
| 2017年 | 《性在有情》              | 大耳窿 |                                                                                       |
| 2018年 | 《平安谷之詭谷傳說》      | 山賊士兵 |                                                                                       |
| 2018年 | 《棟仁的時光》            | 陶藝藝術家—陶佳 |                                                                                       |
| 2018年 | 《翻生武林》              | 純真派弟子 |                                                                                       |
| 2018年 | 《果欄中的江湖大嫂》      | 記者 |                                                                                       |
| 2018年 | 《宮心計2深宮計》         | 龍武軍 |                                                                                       |
| 2018年 | 《特技人》                | 羅米傑（糯米） | 其飾演火人的一幕引起關注。 有網民質疑只是特技效果，但劇中演員證明是由方紹聰真人上陣。 |
| 2018年 | 《天命》                  | 白蓮教手下 |                                                                                       |
| 2018年 | 《救妻同學會》            | Milk（警員） | 許達榮之下屬                                                                          |
| 2018年 | 《BB來了》                | 街頭歌手（第15、20集） |                                                                                       |
| 2018年 | 《再創世紀》              | 不詳 |                                                                                       |
| 2018年 | 《降魔的番外篇 - 首部曲》 | 爆偈（的士佬） |                                                                                       |
| 2018年 | 《是咁的，法官閣下》      | 街頭樂手 |                                                                                       |
| 2018年 | 《兄弟》                  | 李正東（場地保安） |                                                                                       |
| 2019年 | 《鐵探》                  | 發瘟 | 越南黑幫                                                                              |
| 2019年 | 《婚姻合伙人》            | 桑榆置業／桑榆地產經紀（第1、4、19集） |                                                                                       |
| 2019年 | 《白色強人》              | 精神病患者王志強 |                                                                                       |
| 2019年 | 《好日子》                | 齊萬水（青年） |                                                                                       |
| 2019年 | 《十二傳說》              | 協助尋找傅通明的搜救隊隊員（第1、22集） |                                                                                       |
| 2019年 | 《金宵大廈》              | 彭彭（大陸劫匪） |                                                                                       |
| 2019年 | 《街坊財爺》              | 周家城（第17集） |                                                                                       |
| 2019年 | 《丫鬟大聯盟》            | 日吉（裘府家丁） |                                                                                       |
| 2020年 | 《黃金有罪》              | 蔡兆波 |                                                                                       |
| 2020年 | 《大醬園》                | 楊洋 | 萬冠醬園製醬員工                                                                      |
| 2020年 | 《機場特警》              | 陳光亮 |                                                                                       |
| 2020年 | 《十八年後的終極告白》    | 輝（藍精靈、跳掣輝、跳掣哥） |                                                                                       |
| 2020年 | 《降魔的2.0》             | 700多年前被海魔Thalassa殺死的漁村村民（第22 - 24集） |                                                                                       |
| 2020年 | 《殺手》                  | 店員（第16集） |                                                                                       |
| 2020年 | 《迷網》                  | 職員（第16、19 - 22集） |                                                                                       |
| 2020年 | 《過街英雄》              | 梁政雄（雄仔） | 智障人士（第14、20集）                                                                |
| 2020年 | 《使徒行者3》             | 林寶剛（哥布林） |                                                                                       |
| 2020年 | 《堅離地愛堅離地》        | 譚為剛（Rico） | iTogether創意科技公司職員、毒男                                                       |
| 2021年 | 《大步走》                | 蟻仔 |                                                                                       |
| 2021年 | 《逆天奇案》              | 傻波 |                                                                                       |
| 2021年 | 《七公主》                | 獸醫 |                                                                                       |
| 2021年 | 《拳王》                  | 宋日 |                                                                                       |
| 2022年 | 《鐵拳英雄》              | 街坊 |                                                                                       |
| 2022年 | 《金宵大廈2》             | Maurice / 周意（Joey）替身 | 在陳山聰飾演的Maurice及周意同場時擔任替身                                             |
| 2022年 | 《食腦喪Ｂ》              | 華倫 |                                                                                       |
| 2022年 | 《雙生陌生人》            | Michael |                                                                                       |
| 2022年 | 《凶宅清潔師》（J2首播）  | 陳永青（Michael） |                                                                                       |
| 2022年 | 《黯夜守護者》            | 黃嘉軒（食腦） |                                                                                       |
| 2022年 | 《美麗戰場》              | 副導演 |                                                                                       |
| 2022年 | 《法證先鋒V》             | 甘彪 |                                                                                       |
| 2023年 | 《黃金萬両》              | 金福安 |                                                                                       |
| 2024年 | 《逆天奇案2》             | 傻波 |                                                                                       |
| 2025年 | 《奪命提示》              | 飛機 |                                                                                       |

### 節目（無綫電視）
- Sunday扮嘢王（第5、10集）表演
- 街頭魔法王2 嘉賓
- 我要做老闆
- TeenPower
- 今日VIP 嘉賓
- 後生仔傾吓偈 嘉賓
- 野外步出 主持
- 好聲好戲（第5集）嘉賓
- 開心大綜藝 — 我要上台慶（第2集）表演
- 盛·舞者 參賽者
- #一屋後生仔 嘉賓
- 野外步出2 主持
- 貧窮限制想像 主持
- 真係唔好笑 主持

## 電影
- 狂舞派
- 我愛HK開心萬歲
- 追龍
- 拆彈專家
- 掃毒
- 我的情敵女婿
- 速戰
- 花明度
- 拆彈專家2
- 婚姻的童話?

## 外部連結
- 方紹聰 Milkson Fong - TVB藝人資料 - tvb.com （页面存档备份，存于）
- 方紹聰的Instagram帳戶
- 方紹聰的新浪微博